# 阿奎拉达罗夏
阿奎拉达罗夏（義大利語：Aquila d'Arroscia），是意大利因佩里亚省的一个市镇。总面积10.08平方公里，人口179人，人口密度17.8人/平方公里（2009年）。ISTAT代码为008003。